# Viana do Alentejo (freguesia)
A Freguesia de Viana do Alentejo é uma freguesia portuguesa do Município de Viana do Alentejo, com 97,98 km² de área e 2528 habitantes (censo de 2021), tendo, por isso, uma densidade populacional de 25,8 hab./km².

## Demografia
Nota: Com lugares desta freguesia foi criada, pela Lei 118/85 de 4 de outubro, a freguesia de Aguiar.
A população registada nos censos foi:
| Distribuição da População por Grupos Etários | Distribuição da População por Grupos Etários | Distribuição da População por Grupos Etários | Distribuição da População por Grupos Etários | Distribuição da População por Grupos Etários |
| -------------------------------------------- | -------------------------------------------- | -------------------------------------------- | -------------------------------------------- | -------------------------------------------- |
| Ano                                          | 0-14 Anos                                    | 15-24 Anos                                   | 25-64 Anos                                   | > 65 Anos                                    |
| 2001                                         | 463                                          | 389                                          | 1359                                         | 617                                          |
| 2011                                         | 386                                          | 278                                          | 1372                                         | 706                                          |
| 2021                                         | 324                                          | 260                                          | 1284                                         | 660                                          |

## Património
- Igreja Matriz de Viana do Alentejo
- Castelo de Viana do Alentejo
- Capela do Cruzeiro ou Ermida do Senhor Jesus do Cruzeiro
- Pelourinho de Viana do Alentejo

## Galeria

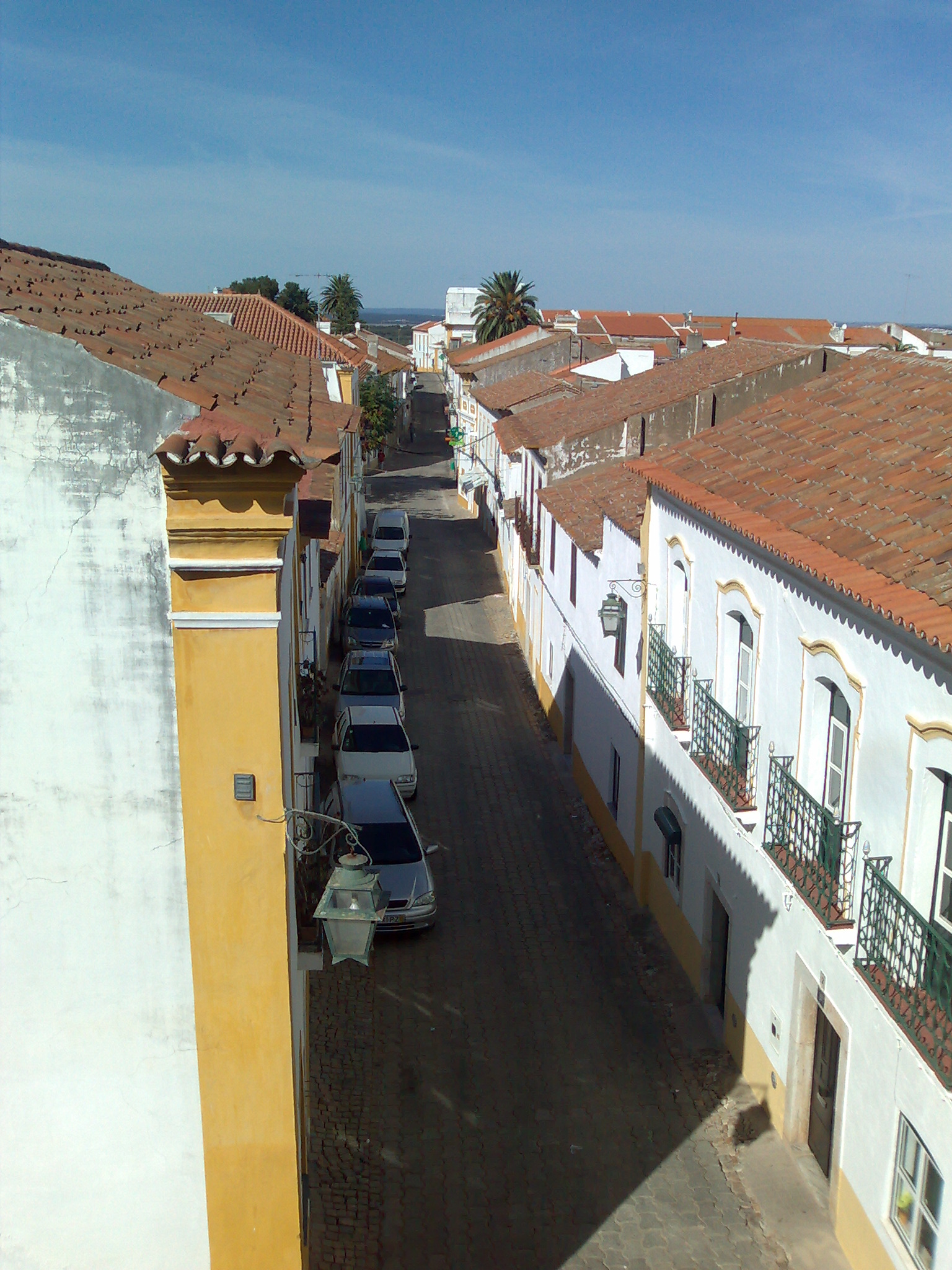
Rua em frente ao castelo
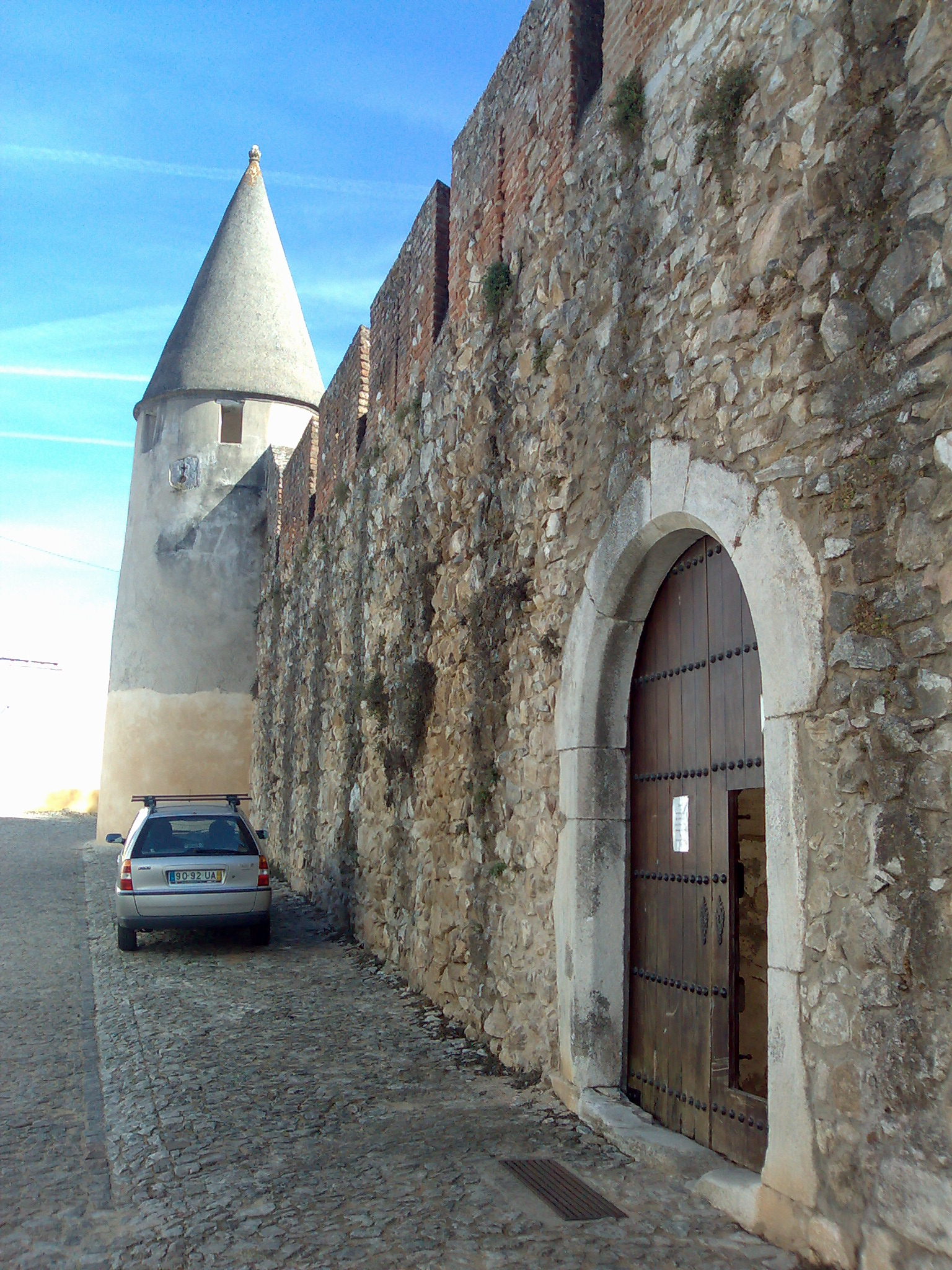
Junto ao castelo